# Śledzie po szczecińsku

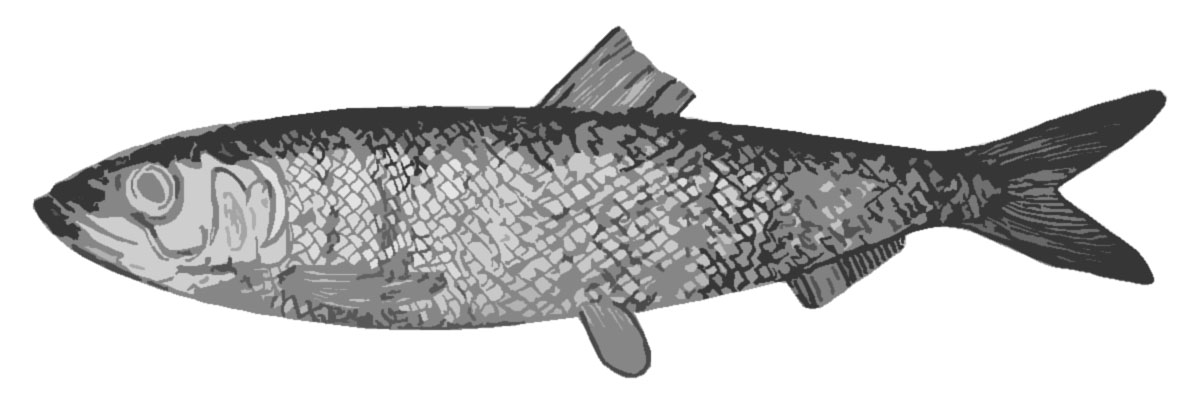
Śledź bałtycki

Śledzie po szczecińsku – regionalny produkt kulinarny, charakterystyczny dla miasta Szczecina; 2 marca 2015 roku wpisany na polską listę produktów tradycyjnych w kategorii „produkty rybołówstwa w województwie zachodniopomorskim”.

## Historia
Ze względu na położenie miasta, nad Zalewem Szczecińskim i w pobliżu Bałtyku, ryby – w tym śledzie – były tu zawsze popularnym składnikiem diety mieszkańców. Dania ze śledzi szczególnie mocno zaznaczały się w kuchni szczecińskiej w XIX wieku. Spożywane były przez wszystkie warstwy społeczne. Śledzie kupowano na targach i w sklepach. Wszędzie tam solone ryby sprzedawane były z dużych kadzi. Jedzono je solone lub marynowane z cebulą i przyprawami (np. liśćmi laurowymi) w towarzystwie gotowanych ziemniaków w mundurkach (ze skórą). Popularne były też w formie smażonej lub serwowane po opieczeniu w zalewie octowej. W 1894 w lokalnym przewodniku zamieszczono „Pieśń o śledziu”, wychwalającą uroki dań z tej ryby. 

## Charakterystyka
Obecnie śledź po szczecińsku jest dostępny w handlu oraz podawany podczas różnego rodzaju imprez plenerowych czy turystycznych. Jako regionalny produkt przygotowuje się: 
- śledzie z cebulą,
- śledzie smażone,
- śledzie smażone w zalewie octowej,
- śledzie smażone na wodzie,
- śledzie opiekane w marynacie,
- cymes śledziowy,

wytworzone na terenie miasta Szczecina. Cymes śledziowy zdobył medal Międzynarodowych Targów Szczecińskich w kategorii „Ryby i Przetwory Rybne” podczas targów Pomerania 2003.
Śledzie po szczecińsku to ryby oczyszczone z ości i wnętrzności lub płaty, czy też filety śledziowe o wydłużonym kształcie, ze skórą barwy siwo-srebrnej, przechodzącej w ciemnoszarą. Mięso jest kremowe i jasne. Płaty albo filety powinny charakteryzować się długością około 15–20 centymetrów. Konsystencja ryb jest zwarta, elastyczna i delikatna w dotyku. Smak i zapach jest charakterystyczny dla ryb, z wyczuwalną nutą przypraw, w tym zwłaszcza cebuli i czosnku.